# 境港郵便局
境港郵便局（さかいみなとゆうびんきょく）は、鳥取県境港市にある郵便局。民営化前の分類では集配普通郵便局であった。

## 概要
住所：〒684-8799 鳥取県境港市上道町3308

### 出張所（局外ATM）
民営化前は以下の場所に出張所としてATMを設置していた。現在も同じ場所にATMがあるが、管理はゆうちょ銀行広島支店となっている。
- PLANT5内出張所

## 沿革
- 1872年8月4日（明治5年7月1日） - 境郵便取扱所として開設[1]。
- 1873年（明治6年）4月 - 境郵便役所となる。
- 1875年（明治8年）1月1日 - 境郵便局（四等）となる。同年、為替取扱を開始。
- 1879年（明治12年） - 貯金取扱を開始。
- 1956年（昭和31年）5月1日 - 境港郵便局に改称[2]。
- 1956年（昭和31年）10月1日 - 電話通話および和文電報受付事務の取扱を開始。
- 1957年（昭和32年）3月11日 - 境港市栄町から、同市大正町に局舎を新築して移転。
- 1996年（平成8年）7月1日 - 外国通貨の両替および旅行小切手の売買に関する業務取扱を開始。
- 2007年（平成19年）10月1日 - 民営化に伴い、併設された郵便事業境港支店に一部業務を移管。
- 2012年（平成24年）10月1日 - 日本郵便株式会社発足に伴い、郵便事業境港支店を境港郵便局に統合。

## 取扱内容
- 郵便、印紙、ゆうパック、内容証明
- 貯金、為替、振替、振込、国際送金、外貨両替・トラベラーズチェック、国債、投資信託
- 生命保険、バイク自賠責保険、自動車保険
- 地方公共団体事務（境港市ごみ袋の販売）
- ゆうちょ銀行ATM
- 境港市内全域（〒684-00xx、684-85xx、684-86xx、684-87xx）の集配業務
- ゆうゆう窓口

## 周辺
- 境港市役所
- 境港市民会館
- 境中央公園
- 鳥取県立境高等学校
- 国道431号

## アクセス
- JR境線 馬場崎町駅から徒歩約10分
- はまるーぷバス 市役所・保健相談センター停留所、もしくは日ノ丸バス 境高校前停留所下車
- 駐車場あり：15台